# John Hattie
John Allan Clinton Hattie (ur. 1950 w Timaru w Nowej Zelandii) – pedagog nowozelandzki, od marca 2011 r.  profesor i dyrektor Instytutu Badań Edukacyjnych na Uniwersytecie w Melbourne, były profesor Uniwersytetu w Auckland w Australii. Laureat Medalu New Zealand Order of Merit IV stopnia za zasługi dla edukacji. Jest twórcą kontrowersyjnej koncepcji Visible Learning (widocznego uczenia się).

## Badania
Zainteresowania badawcze Johna Hattiego obejmują ewaluację w edukacji, badanie wskaźników jakości nauczania, a także pomiar kreatywności i modele nauczania i uczenia się. Jest zwolennikiem metodologii badań ilościowych opartych na dowodach dotyczących wpływu na osiągnięcia uczniów. Zanim przeniósł się na Uniwersytet w Melbourne, John Hattie był członkiem niezależnej grupy doradczej podlegającej Ministrowi Edukacji Nowej Zelandii w zakresie krajowych standardów czytania, pisania i matematyki dla wszystkich dzieci ze szkół podstawowych w Nowej Zelandii
John Hattie przeprowadził meta - metaanalizę badań edukacyjnych dotyczących wpływu różnych czynników na wyniki edukacyjne.  Analiza objęła ponad 800 różnych metaanaliz dotyczących w sumie ponad 50 tysięcy badań, na prawie 200 milionach uczniów w wieku od 4 do 20 lat. Jego książka Visible Learning jest oparta jest na pracy doktorskiej na Uniwersytecie w Toronto w 1981 roku. W wyniku tych badań powstały między innymi: ranking czynników mających wpływ na efekty edukacji i koncepcja widocznego uczenia się (Visible Learning) postulująca istnienie sprzężenia zwrotnego między uczniem i nauczycielem, które pojawia się, gdy nauka jest widoczna.
Serwis TES (The Times Educational Supplement) nazwał go "prawdopodobnie najbardziej wpływowym nauczycielem akademickim na świecie".
Koncepcja Visible Learning spotkała się ze zdecydowaną krytyką przez środowiska naukowe. Zostały stwierdzone znaczące błędy metodologiczne i mylącą prezentację metaanaliz w książce. Metody obliczeniowe użyte przez autora tej koncepcji do wykonania statystycznych obliczeń zostały ocenione jako błędne i autor tej opinii ocenia Visible Learning jako pseudonaukę.

### Widoczne uczenie sięw Polsce
W Polsce wnioski z tych badań jako pierwszy propagował Jacek Strzemieczny wraz z fundacją Centrum Edukacji Obywatelskiej, której jest prezesem zarządu. CEO wydało w Polsce drugą książkę Johna Hattiego "Widoczne uczenie się dla nauczycieli". Później idee te znalazły w Polsce wielu entuzjastów, między innymi w rządowym projekcie NPSEO.

## Nagrody
- 2011 z okazji urodzin królowej Elżbiety II otrzymał Order Zasługi w Nowej Zelandii IV stopnia za zasługi dla edukacji[15].
- 2011 Złoty medal Australian Council for Educational Leaders (ACEL)[16].
- 2010 Distinguished Teaching Award Uniwersytetu w Auckland[16].
- 2010 Nagroda im. Hedleya Beare'a Australian Council for Educational Leadership (ACEL)[16].